# Nacional de Floresta
Nacional de Floresta – argentyński klub piłkarski z siedzibą w mieście Buenos Aires.

## Osiągnięcia
- Mistrz drugiej ligi: 1907

## Historia
Klub Nacional de Floresta w 1907 roku uzyskał awans do pierwszej ligi argentyńskiej. Klub rozegrał dwa mecze - wygrał u siebie 3:1 z Reformer Campana oraz 3:0 na wyjeździe z Lomas Athletic Buenos Aires. Po rozegraniu dwóch spotkań Nacional wycofał się z rozgrywek i już nigdy nie wrócił do najwyższej ligi Argentyny. Jest jedynym klubem w dziejach, który grając w pierwszej lidze argentyńskiej nie stracił punktu.